# برايان تاونسند (لاعب بوكر)
برايان تاونسند (بالإنجليزية: Brian Townsend)‏ هو لاعب بوكر أمريكي، ولد في 1982 في سانتا باربارا في الولايات المتحدة.